# François Jullien

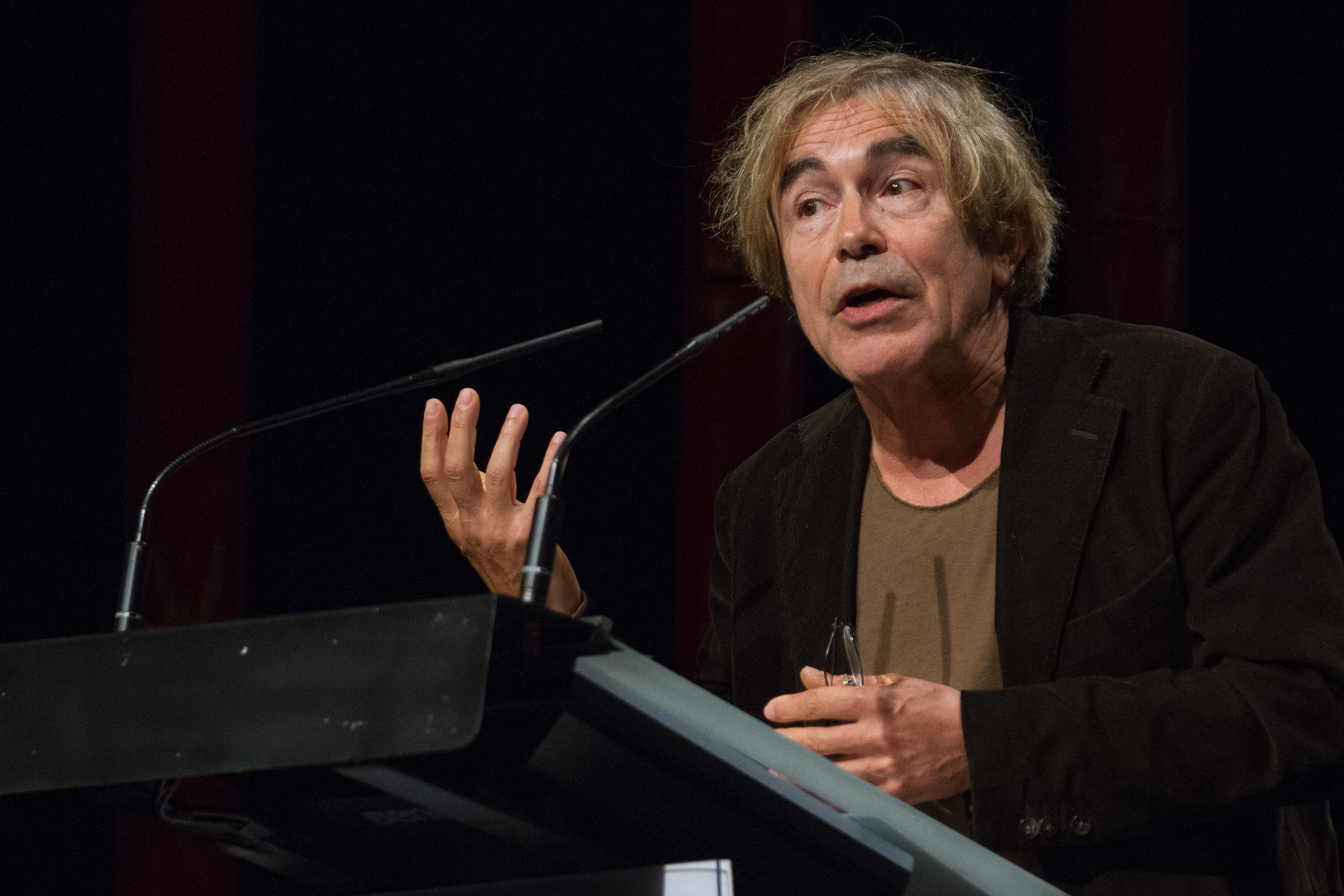
François Jullien na Mezinárodním geografickém festivalu v Saint-Dié-des-Vosges, v říjnu 2013

François Jullien (* 2. června 1951 Embrun, Francie) je francouzský filozof, helénista a sinolog. Je jednou z nejdůležitějších postav současné francouzské filozofie. Věnuje se také překladům čínské beletrie.

## Život a kariéra
François Jullien vystudoval v roce 1974 na jedné z nejprestižnějších francouzských vysokých škol École Normale Supérieure, která vychovává budoucí středoškolské a vysokoškolské profesory. Získal titul agrégation, který ho opravňuje k učitelství na vysokých školách.
Mezi lety 1975 a 1977 studoval čínský jazyk a čínské myšlení na Pekingské univerzitě a Šanghajské univerzitě. Poté strávil ještě rok v Japonsku, aby získal odstup od evropské filozofie. Po návratu získal doktorát (doctorat de troisièmen a francouzské univerzitě v roce 1978 a druhý výzkumný doktorát v oboru dálnovýchodních studií (doktorat d'État) v roce 1983.
Od té doby Jullien pracoval ve vzdělávacích institucích v Hongkongu (1978–1981), v Tokiu (1985–1987), předseda Sdružení Française d'Etudes Chinoises (1988–1990) a ve francouzské Univerzity v Paříži VII (1990–2000).
V současné době je vedoucím katedry jinakosti na Fondation Maison des Sciences de l'Homme v Paříži.
Jullien přeložil dvě knihy oblíbeného čínského autora Lu Süna.

## Filozofické koncepty
Aby mohl Jullien zkoumat základní principy evropské a řecké filozofie, rozhodl se na ni podívat pohledem jiné filozofie. Vybral si čínské myšlení a s tím neokonfucianismus a čínskou estetiku.
François Jullien zkoumá odchylky (écart) mezi evropským a čínským myšlením, spíše než že by oba systémy porovnával. Pokouší se myšlenkový systém reflektovat (doslova odrážet) z pohledu jiného myšlenkového systému. Ve své práci se nezabývá pouze filozofií, ale souborem myšlenek, které definují evropský systém myšlení. Zkoumá různé disciplíny jako etika, estetika nebo strategie.
Cílem této „dekonstrukce“ je odhalit pohřbené předsudky v obou kulturách a také objasnit nepředvídatelnost (l'impensé) v našem myšlení.

## Vybraná díla
- 1979: Lu Xun. Écriture et révolution
- 1985: La Valeur alusive. Des catégories originales de l'interprétation poétique dans la tradition chinoise
- 1989: Procès ou Création. Une introduction à la pensée des lettrés chinois
- 1993: Figures de l'immanence. Pour une lecture philosofphique du Yi king
- 1995: Le Détour et l'Accès. Stratégies de sens en Chine, en Grèce
- Fonder la morale. Dialog mencius s filozofií Lumières , Grasset, 1995.
- 1997: Traité de l'efficacité
- 2000: De l'Essence ou Du nu, Seuil
- 2003: La Grande image n’a pas de forme ou Du non-objet par la peinture
- 2005: Nourrir sa vie. À l'écart du bonheur
- 2008: De l'universel, de l'uniforme, du commun et du dialog entre les culture
- 2010: Cette étrange idée du beau
- 2011: Philosophie du vivre
- 2014: Vivre de paysage
- 2015: De l'être au vivre, lexique euro-chinois de la pensée
- 2016: Il n'y a pas d'identité culturelle, Éd. De l'Herne, 2016.

## Ohlasy
Jullien je recipient ceny ženevské ceny Rousseau Prize of the City of Geneva, bývalé francouzské akademické ceny Académie Française a Ceny Hannah Arendtové za politické myšlení.
Jullienova práce vyvolala kritiku u některých sinologů. Nejhlasitějším z nich je švýcarský sinolog Jean-François Billeter, který kritice Julliena věnoval celou knihu Contre François Jullien z roku 2006. Odsuzuje ho za kulturní relativismus.
Jullien na kritiku reaguje jako na vykonstruovanou, Jean-François Billeter ji dle jeho názoru vytvořil jen proto, aby mohl proti sinologovi vystoupit.